# Katedra Mikroelektroniki i Technik Informatycznych Politechniki Łódzkiej
Katedra Mikroelektroniki i Technik Informatycznych Politechniki Łódzkiej (Department of Microelectronics and Computer Science – DMCS) – samodzielna jednostka organizacyjna w ramach Wydziału Elektrotechniki, Elektroniki, Informatyki i Automatyki Politechniki Łódzkiej. Katedra prowadzi działalność naukową i dydaktyczną w zakresie elektroniki, informatyki i inżynierii biomedycznej.

## Historia Katedry
Początki Katedry sięgają roku 1991. Wtedy to w Instytucie Elektroniki Wydziału Elektrotechniki i Elektroniki Politechniki Łódzkiej powołany został Zakład Przyrządów Półprzewodnikowych Mocy i Układów Scalonych. Kierownikiem Zakładu został prof. dr hab. inż. Andrzej Napieralski. 30 maja 1996 roku zarządzeniem Rektora PŁ, prof. dr hab. inż. Jana Krysińskiego, Zakład został przekształcony w niezależną Katedrę Mikroelektroniki i Technik Informatycznych. Katedra samodzielną działalność rozpoczęła 1 stycznia 1997 roku. Od momentu jej powstania Katedrą kieruje prof. dr hab. inż. Andrzej Napieralski.
Pierwsza samodzielna siedziba Katedry znajdowała się na szóstym piętrze budynku przy al. Politechniki 11. Dzięki środkom pozyskanym przez prof. Napieralskiego z Europejskiego Funduszu Rozwoju Regionalnego i Ministerstwa Nauki i Szkolnictwa Wyższego udało się na potrzeby Katedry zaadaptować część budynku Hali Technologicznej położonej ul. Wólczańskiej 221/223. Zmodernizowany budynek stał się główną siedzibą Katedry począwszy od roku akademickiego 2008/2009.

## Działalność dydaktyczna i naukowa

### Działalność dydaktyczna oraz rozwój kadry naukowej
Pracownicy Katedry prowadzą intensywną działalność dydaktyczną na Wydziale Elektrotechniki, Elektroniki, Informatyki i Automatyki Politechniki Łódzkiej oraz w Centrum Kształcenia Międzynarodowego. Zajęcia prowadzone są w języku polskim, angielskim oraz francuskim.
W Katedrze prowadzonych jest wiele prac doktorskich. Do tej pory wypromowanych zostało 63 doktorów. Większość prac zdobyła wyróżnienie. Ponadto sześć z nich otrzymało nagrodę Prezesa Rady Ministrów, jedna wyróżnienie w V Konkursie o Nagrodę ABB, jedna pierwsze miejsce i jedna wyróżnienie w ogólnopolskim konkursie na najlepszą pracę doktorską obronioną w dziedzinie nauk systemowych. Oprócz tego, w 2005 roku jedna z prac otrzymała nagrodę Wydziału IV Nauk Technicznych Polskiej Akademii Nauk.

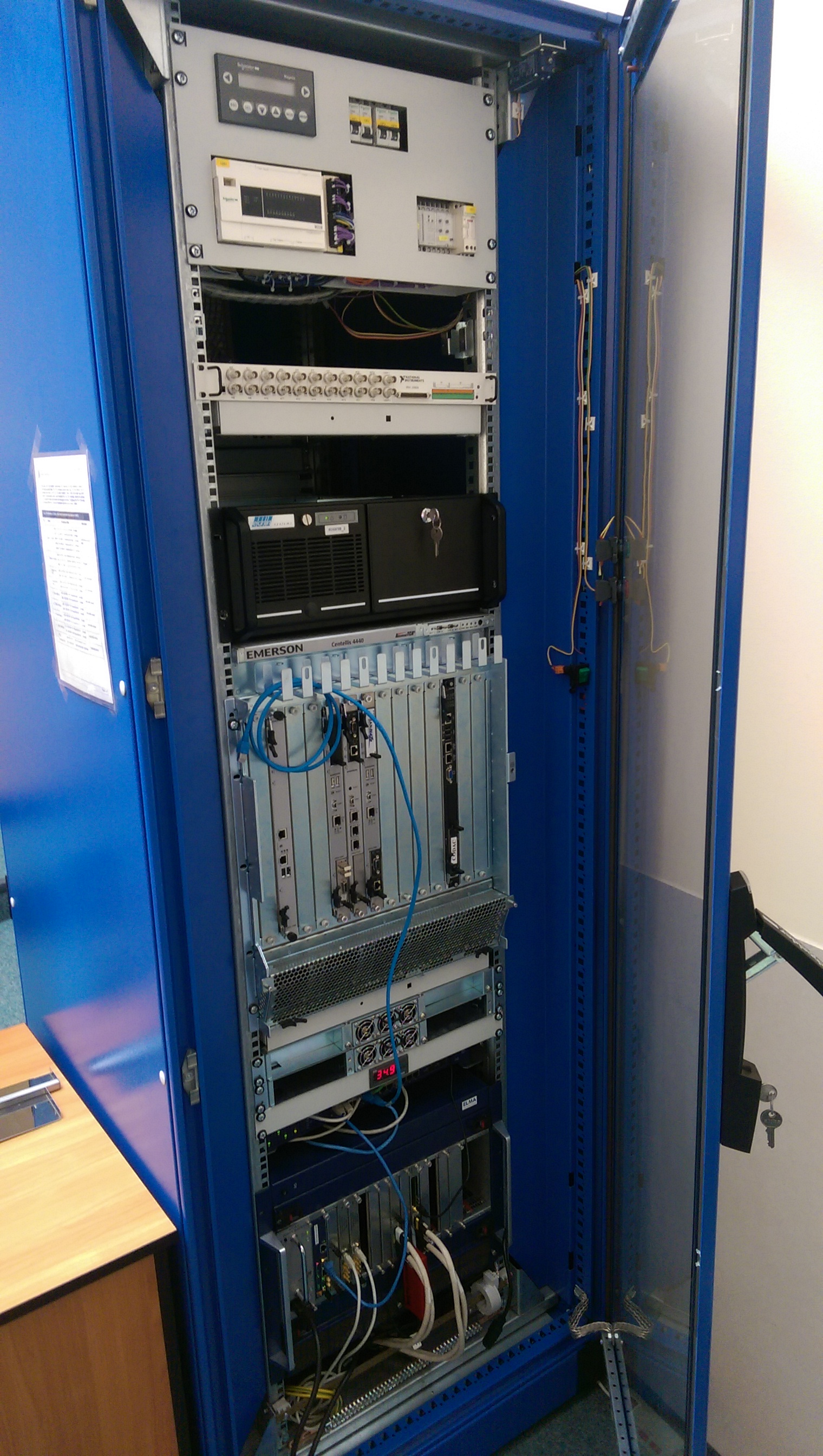
Urządzenie wykorzystywane w systemach diagnostyki plazmy

### Działalność naukowa
Pracownicy Katedry od wielu lat prowadzą szereg prac naukowych, badawczych i rozwojowych w zakresie różnych dziedzin elektroniki i informatyki. Podejmowane działania koncentrują się w szczególności na: projektowaniu i modelowaniu układów scalonych, syntezie HDL nowoczesnych układów ASIC-VLSI, projektowaniu i modelowaniu nowoczesnych przyrządów mocy i układów Smart Power, symulacji termicznej i elektrotermicznej przyrządów półprzewodnikowych mocy i obwodów VLSI i innych, termografii w podczerwieni, projektowaniu układów reprogramowalnych FPGA i CPLD, sieciach neuronowych, projektowaniu systemów mikro-elektro-mechanicznych (MEMS) z wykorzystaniem języka VHDL-AMS, elektronice mocy, projektowaniu zaawansowanych serwisów WWW, bazach danych, projektowaniu aplikacji dla urządzeń mobilnych, przetwarzaniu obrazów medycznych, biometrii oraz zastosowaniu informatyki w medycynie.

### Prace i projekty badawcze

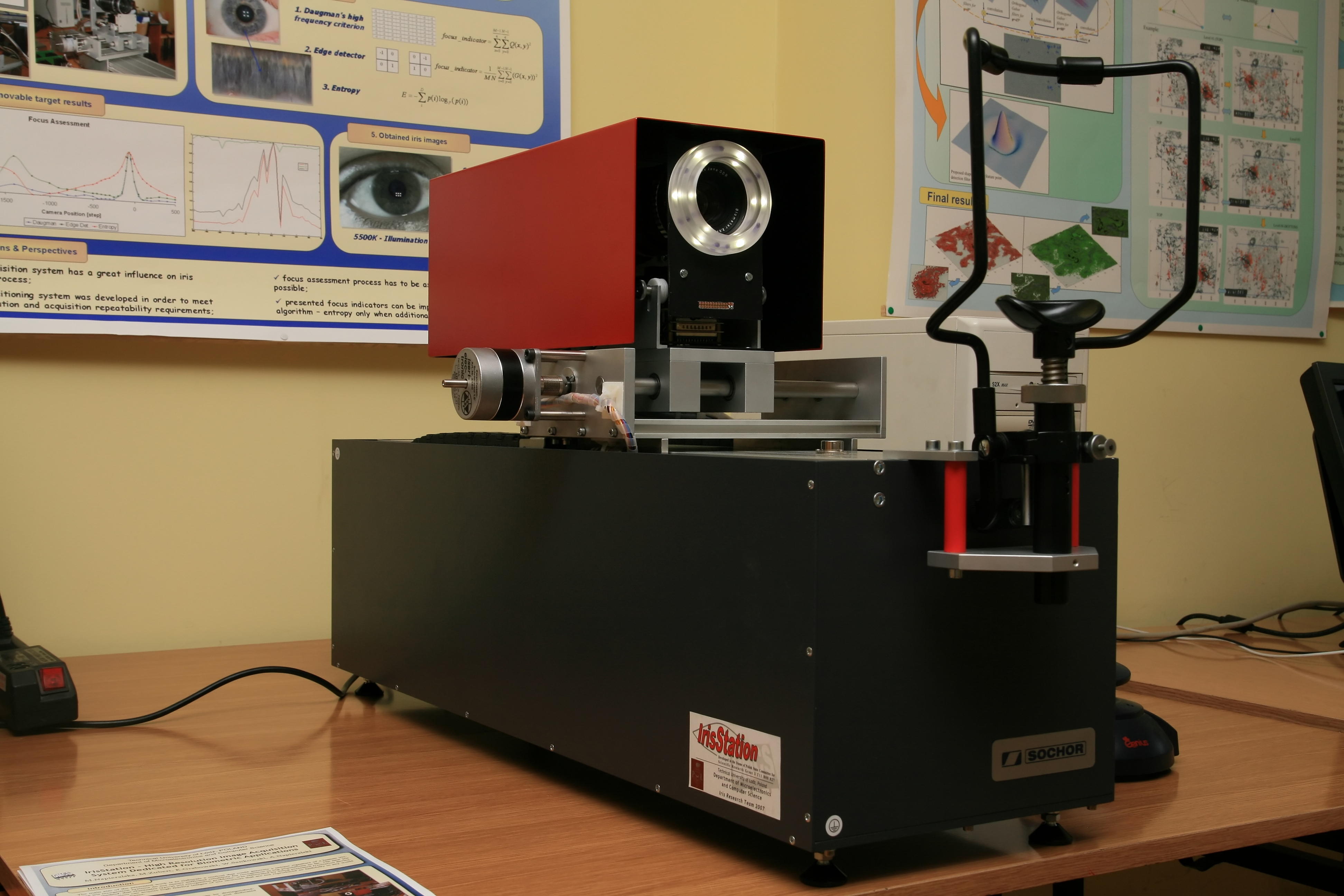
Urządzenie do precyzyjnej akwizycji obrazu tęczówki oka

Do roku 2019 w Katedrze ukończono ponad 60 projektów badawczych Komitetu Badań Naukowych i Ministerstwa Nauki i Szkolnictwa Wyższego oraz 16 projektów międzynarodowych. Wiele z podejmowanych badań ma charakter interdyscyplinarny. Realizowane są projekty finansowane przez Unię Europejską. W latach 1991–2007 zrealizowano 10 projektów w ramach programów Tempus i Copernicus, jak również jeden grant NATO. Ponadto Katedra brała udział w 9 europejskich projektach naukowo badawczych (1 ESPRIT–BARMINT, 2 projekty V Programu Ramowego Unii Europejskiej – SEWING i REASON, 2 projekty VI Programu Ramowego CARE i PERPLEXUS oraz 4 projekty VII Programu Ramowego EuCARD, TIARA, EDUMEMS i ADEPT). Była również partnerem projektu ERASMUS MUNDUS – LAMENITEC.
Do najważniejszych projektów międzynarodowych realizowanych w ostatnich latach należą:
- współpraca dwustronna z Deutsches Elektronen-Synchrotron (DESY) z Hamburga w zakresie projektowania aparatury elektronicznej dla systemów sterujących akceleratora (od 2002 r.)
- PERPLEXUS (VI PR UE) – opracowanie sieci inspirowanej organizmami żywymi zbudowanej z rekonfigurowalnych specjalizowanych jednostek przetwarzania danych (lata 2006–2009)
- X-FEL (X-ray Free-Electron Laser) – współpraca z ośrodkiem naukowo-badawczym DESY, Politechniką Warszawską oraz Instytutem Problemów Jądrowych w Świerku (lata 2008–2011)
- Eu-CARD (VII PR UE) – zbudowanie 2-kilometrowego akceleratora liniowego i lasera na swobodnych elektronach XFEL. Katedra była odpowiedzialna za opracowanie systemu sterowania akceleratorem z wykorzystaniem nowoczesnych technologii telekomunikacyjnych (lata 2009–2013)
- TESLA-XFEL – system sterowania akceleratora European XFEL, współpraca z Politechniką Warszawską i DESY (lata 2010–2014)
- ITER-CODAC – współpraca z ośrodkiem ITER w Cadarache we Francji (od 2010 r.)
- EduMEMS (VII PR UE) – projektowanie układów MEMS ze szczególnym uwzględnieniem problemów interdyscyplinarnych, związanych z różnymi zjawiskami fizycznymi (lata 2011-2016)
- ARUZ – Analizator Rzeczywistych Układów Złożonych – jest to pierwsze w historii cyfrowe laboratorium do zadań specjalnych realizowane we współpracy z łódzką firmą Ericpol (obecnie Ericsson).

## Pracownie naukowe, aparatura badawcza i urządzenia

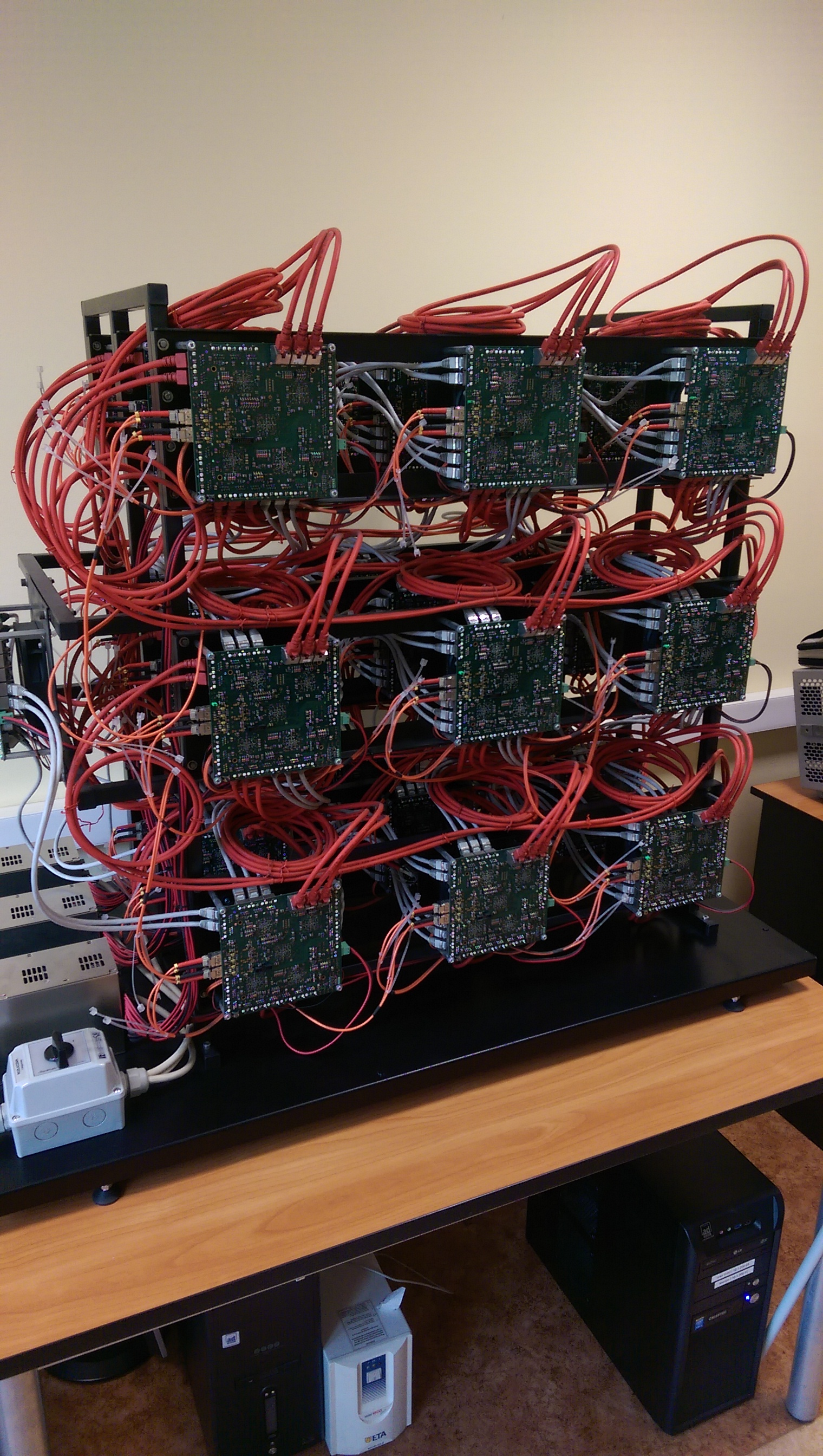
Prototyp skalowalnego, współbieżnego symulatora procesów chemicznych (we współpracy z KFM PŁ)

Katedra Mikroelektroniki i Technik Informatycznych posiada bogate i nowoczesne wyposażenie laboratoryjne, które umożliwia prowadzenie badań oraz zajęć dydaktycznych na wysokim poziomie.
Najważniejsze pracownie i laboratoria to:
- pracownia projektowania układów i systemów scalonych,
- laboratorium komputerów i systemów przemysłowych,
- laboratorium naukowo-dydaktyczne elektroniki mocy,
- pracownia termografii komputerowej,
- laboratorium systemów sterowania i akwizycji danych w fizyce wysokich energii,
- laboratorium naukowo-badawcze systemów fotowoltaicznych,
- laboratorium układów impulsowych mocy,
- laboratorium technik biometrycznych i przetwarzania obrazów medycznych.

Wyposażenie dydaktyczne Katedry obejmuje także:
- 6 nowoczesnych sal wykładowych wyposażonych w sprzęt multimedialny,
- 8 pracowni komputerowych,
- pracownię prototypowania układów z frezarką obwodów drukowanych oraz warsztat z profesjonalnymi stacjami lutowniczymi i elektronarzędziami.

## Konferencja MIXDES

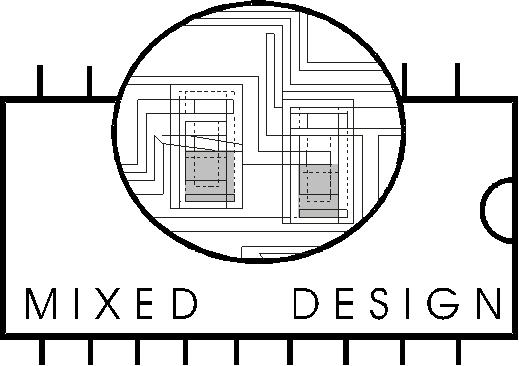
Logo Konferencji Mixed Design of Integrated Circuits and Systems

Katedra Mikroelektroniki i Technik Informatycznych jest głównym organizatorem cyklicznej międzynarodowej konferencji MIXDES (Mixed Design of Integrated Circuits and Systems), która odbywa się raz do roku w najciekawszych miejscach w Polsce nieprzerwanie od 1994 r. Jednym z podstawowych celów konferencji jest wymiana doświadczeń z naukowcami z europejskich i pozaeuropejskich ośrodków naukowo-badawczych. Dzięki konferencji powstaje możliwość nawiązania kontaktów naukowych z uczelniami z zachodniej Europy, co do tej pory zaowocowało realizacją kilku europejskich projektów naukowo-badawczych. Konferencja skupia się na problemach związanych z projektowaniem, modelowaniem, wytwarzaniem układów scalonych wielkiej skali integracji (VLSI), mikrosystemów oraz układów mocy, a także ich zastosowaniu w nowoczesnych systemach elektronicznych. Co roku podczas konferencji mają miejsce specjalne sesje specjalizowane, poświęcone m.in. tematyce kompaktowego modelowania tranzystorów MOS i ich standaryzacji. Ważną częścią konferencji są także referaty zaproszone. Do ich wygłaszania organizatorzy starają się zapraszać światowej sławy specjalistów zajmujących się najnowszymi technologiami. Artykuły wyróżnione na konferencji niejednokrotnie były publikowane w prestiżowych czasopismach międzynarodowych.

## Nagrody i wyróżnienia
Dowodem na szerokie, międzynarodowe uznanie wysokiego poziomu działalności naukowej i badawczej prowadzonej przez pracowników Katedry może być szereg otrzymanych nagród, dyplomów i wyróżnień. Jednostka zdobyła kilkadziesiąt dyplomów i nagród Ministra Nauki i Szkolnictwa Wyższego, ponad 100 nagród za prace naukowo-badawcze na międzynarodowych wystawach wynalazków, 7 statuetek Łódzkie Eureka. W 2009 roku na Światowej Wystawie Brussels Eureka Competition Katedra otrzymała Grand Prix of Innova 2009 za wynalazek System monitorowania postępów leczenia udarów mózgu na podstawie analizy głosu.
W 2015 roku jeden z pracowników Katedry Mikroelektroniki i Technik Informatycznych – prof. dr hab. inż. George Anders – otrzymał najbardziej prestiżową nagrodę w dziedzinie przesyłu energii elektrycznej: IEEE Herman Halperin Electric Transmission and Distribution Award, za wybitny wkład w dziedzinie przesyłu i dystrybucji energii, a w szczególności za wkład w rozwój metod obliczeniowych termicznej obciążalności elektrycznych kabli przesyłowych.

## Naukowcy związani z Katedrą Mikroelektroniki i Technik Informatycznych
- prof. dr hab. George Anders
- prof. dr hab. inż. Zygmunt Ciota
- prof. dr hab. inż. Andrzej Napieralski[10]
- dr hab. inż. Mariusz Zubert, prof. PŁ
- dr hab. inż. Marcin Janicki
- dr hab. inż. Wojciech Tylman
- dr hab. inż. Dariusz Makowski, prof. PŁ